# South Park: Der Stab der Wahrheit
South Park: Der Stab der Wahrheit (englisch South Park: The Stick of Truth) ist ein Computer-Rollenspiel zur US-amerikanischen Animationsserie South Park für Windows, Xbox 360, PlayStation 3 und Nintendo Switch. Entwickelt wurde das Spiel vom US-amerikanischen Entwicklerstudio Obsidian Entertainment in Zusammenarbeit mit den South-Park-Erfindern Trey Parker und Matt Stone. Nach der Insolvenz des Publishingpartners THQ gingen die Vermarktungsrechte an den französischen Publisher Ubisoft über. Die Erstveröffentlichung des Spiels war am 4. März 2014, die Veröffentlichung in Deutschland und Österreich am 27. März 2014.

## Handlung
Die Kinder von South Park treten zu einem LARP-Event (Live Action Role Playing) an. Dabei stehen sich die Menschen unter Leitung von Cartman und die Elfen unter der Führung von Stan und Kyle gegenüber. Um zu gewinnen, muss eine der Fraktionen den sogenannten Stab der Wahrheit finden. Der Spieler übernimmt die Rolle eines neu in die Stadt gezogenen Kindes, das sich für eine Seite entscheiden muss.
Im Spiel vermischen sich zwei erzählerische Ebenen, die der Serienrealität und die des Rollenspiels. Neben dem Ziel des Rollenspiels, den Stab der Wahrheit zu finden, geht es für den Neuankömmling eigentlich darum, Anschluss an eine der Cliquen zu finden. Bei den Rollenspielgegenständen handelt es sich erkennbar um Verkleidungen und Requisiten, etwa Rüstungen aus Pizzakartons, Umzugskartons als Schatzkisten und ein Vibrator als Vibratorklinge. Schauplätze sind realweltliche Orte wie Waschküchen oder die Schule.

## Spielprinzip
Die optische Präsentation und Spielerperspektive von South Park: Der Stab der Wahrheit ist identisch zur Fernsehserie. Der Spieler blickt aus einer seitlichen Beobachterperspektive auf das Geschehen. Zu Beginn erstellt er einen neuen Charakter, für den er zwischen den Klassen Kämpfer, Magier, Dieb und Jude wählen kann. Die Klassenwahl beeinflusst hauptsächlich die Fähigkeiten im Kampf. Die Figur selbst wird zumeist nur als „Der Neue“ bzw. im Fall von Cartman als „Saftsack“ bezeichnet. Die Kämpfe sind rundenbasiert und ähneln dem Kampfsystem von Final Fantasy. Auch sonst folgt das Spiel gängigen Rollenspiel-Prinzipien, allerdings mit Anpassung an den serientypischen Humor, wie Angriffe durch Flatulenz, das Werfen mit dem eigenen Kot oder den Einsatz von Sexspielzeug, etwa zur Penetration des Gegners.

## Entwicklung

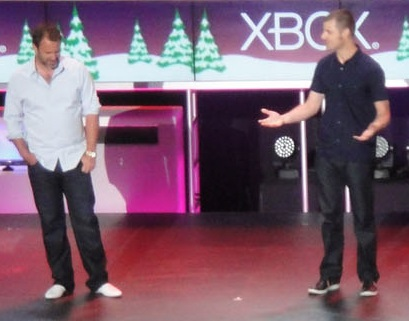
Die South-Park-Schöpfer Trey Parker und Matt Stone auf der E3 2012

Das Projekt entstand auf Initiative Stones und Parkers. Da beide mit den Produktionen Obsidians vertraut waren, traten diese im Oktober 2009 direkt an den Entwickler heran, um ein Konzept für Computer-Rollenspiel zu erarbeiten. Auf eigene Kosten entwickelte Obsidian einen Prototyp, der schließlich zu einem Vertragsabschluss führte. Anfänglich wurde das Projekt durch Viacom, den Mutterkonzern der South Park Digital Studios, finanziert. Ein Projektziel war die Entwicklung eines optisch nahe an der Fernsehsendung orientierten Grafikstils. Ende 2011 beschloss man, einen erfahrenen Spielepublisher ins Boot zu holen, und entschied sich letztlich für den US-amerikanischen Publisher THQ. Im Dezember wurde der Titel durch eine Exklusivstory im US-amerikanischen Spielemagazin Game Informer offiziell angekündigt.
THQ geriet im Laufe des Jahres 2012 immer stärker in finanzielle Probleme. Nachdem THQ im Dezember 2012 Insolvenz anmelden musste und im Januar 2013 schließlich zerschlagen wurde, gingen die Vermarktungsrechte schließlich für 3,2 Millionen US-Dollar an den französischen Publisher Ubisoft. Durch diese Übernahme wurde der zuvor angekündigte Veröffentlichungstermin aufgehoben und lediglich für das Jahr 2013 bestimmt. Im September gab Ubisoft den 12. Dezember 2013 als Veröffentlichungstermin der PS3- und Xbox-360-Fassung bekannt und kündigte zugleich eine Sammleredition des Spiels mit der Bezeichnung Grand Wizard Edition an. Mitte Oktober wurde außerdem die Entscheidung bekannt gegeben, das Spiel nur in Englisch mit optional zuschaltbaren deutschen Untertiteln zu veröffentlichen. Wenige Wochen später, am 31. Oktober 2013, verschob Ubisoft den Veröffentlichungstermin ein weiteres Mal, diesmal auf den 4. März 2014. Am 12. Februar 2014 wurde schließlich der Abschluss der Entwicklungsarbeiten bekanntgegeben, sodass der Titel wie angekündigt in den USA am 4. März und in Europa am 6. März 2014 erscheinen soll. Nur ein Tag vor Release bemerkte Ubisoft jedoch, dass man versehentlich Fassungen mit verfassungswidrigen Symbolen an deutsche und österreichische Händler ausgeliefert habe, die Versionen wurden daher zurückgerufen. Dadurch musste der Release im deutschsprachigen Raum auf den 27. März 2014 verschoben werden.

## Zensur
Im Vergleich zur US-Fassung wurden für diverse internationale Fassungen Anpassungen und inhaltlichen Schnitte vorgenommen. In der europäischen Konsolenfassung wurden insgesamt sieben jeweils knapp 20-sekündige Spielszenen entfernt, in denen an Spielfiguren Schwangerschaftsabbrüche durchgeführt oder Analsonden verwendet werden. In den deutschen und österreichischen Fassungen wurden zusätzlich sämtliche nationalsozialistischen Symbole und Sprachsamples aus Reden von Adolf Hitler entfernt.
Durch das Streichen der Szenen in den Fassungen für Xbox 360 und PlayStation 3 hat das Spiel in Deutschland die USK-Freigabe ab 16 Jahren erhalten. Nach wie vor hat die PC-Fassung keine Jugendfreigabe. Eine gesonderte Uncut-Version für Konsolen gibt es zudem nicht, allerdings hat die unzensierte US-Version keine Regionalbeschränkung und verfügt, wie die europäische Version auch über deutsche Spieltexte und Untertitel. Eine deutsche Synchronisation existiert in keiner Version.
Für den australischen Markt wurde eine interaktive Spielpassage entfernt, in dem einem Kind von Aliens eine penisförmige Analsonde eingeführt wird. Der entsprechende Abschnitt wurde durch eine explizite Texterzählung und die Darstellung eines weinenden Koalabären ersetzt. Die PC-Version des Spiels ist lediglich in den entsprechenden Ländern von der Entfernung der nationalsozialistischen Symbole betroffen. Durch einen Fehler wurden über Amazon einige Exemplare der PC-Version des Spiels unzensiert ausgeliefert, so dass nach wie vor Hakenkreuze zu sehen sind.

## Rezeption

### Kritiken
Das Spiel erhielt mehrheitlich gute Bewertungen der Fachmagazine (Metacritic: 84 von 100 (Win)/82 (Xbox 360)/86 (PS3)).

„Der Stab der Wahrheit ist geschmacklos, streckenweise sogar widerwärtig und schwer zu ertragen, kurzum: ein wahrhaftes, ein würdiges South-Park-Spiel. […] wer Tiefgang sucht, ist hier eh an der völlig falschen Adresse. Als Rollenspiel nämlich kann der Stab der Wahrheit wenig. Als South-Park-Spiel kann es alles.“

### Auszeichnungen und Nominierungen
- Game Critics Awards
  - Bestes Rollenspiel 2012[27]
- Spike Video Game Awards/VGX
  - Nominiert für das meisterwartete Spiel 2012[28]
  - Nominiert für das meisterwartete Spiel 2013[29]
- The Game Awards 2014[30]
  - Bester Darsteller (Trey Parker)
- SXSW Gaming Awards[31]
  - Excellence in Convergence

Nach Angaben von Ubisoft im Mai 2015 wurden 1,6 Millionen Kopien des Spiels verkauft. Ein Jahr zuvor hatte Ubisoft die Verkaufszahlen bereits als „besser als erwartet“ bezeichnet und vor allem auf den hohen Anteil digitaler Verkäufe verwiesen, die erstmals in der Firmengeschichte rund 25 % aller verkauften Kopien ausmachten. Bis Februar 2016 konnten fünf Millionen Kopien verkauft werden.

## Fortsetzung
Auf der Electronic Entertainment Expo im Juni 2015 kündigte Ubisoft die Fortsetzung South Park: Die rektakuläre Zerreißprobe (Originaltitel: South Park: The Fractured But Whole) an. Die Serienschöpfer Trey Parker und Matt Stone agieren erneut als Autoren. Das Rollenspiel wurde von Ubisoft San Francisco entwickelt und sollte ursprünglich am 6. Dezember 2016 für Xbox One, PlayStation 4 und Windows erscheinen. Im September 2016 wurde das Videospiel jedoch auf das erste Quartal 2017 verschoben. Nach einer weiteren Verschiebung fand der weltweite Release am 17. Oktober 2017 statt. Außerdem erhielten Vorbesteller von South Park: Die rektakuläre Zerreißprobe einen kostenlosen Download-Code für den Vorgänger, dadurch wurde South Park: Der Stab der Wahrheit erstmals auch für die PlayStation 4 und die Xbox One veröffentlicht.